# Мишка + Машка
«Мишка + Машка» — советский мультфильм 1964 года режиссёра Ипполита Лазарчука, созданный на Киевской киностудии научно-популярных фильмов.

## Сюжет
Мальчик Мишка и девочка Машка дружно играют в песочнице, а их родители хлопочут по хозяйству. Но со двора доносится плач детей, из-за чего начинается ссора между родителями. Тем временем Мишка и Машка снова дружно играли в песочнице.

## Создатели
- Режиссёр — Ипполит Лазарчук
- Сценарист — Арон Каневский
- Художник-постановщик — Евгений Сивоконь
- Мультипликаторы — И. Чернова, Л. Телятников, Владимир Гончаров, А. Жуковский, В. Дёмкин, Владимир Дахно, Я. Горбаченко
- Оператор — Григорий Островский
- Композитор — Антон Муха
- Звукорежиссёр — Р. Пекарь

## О мультфильме
- В мультфильме не произносится ни одного слова[3].

## Критика
Фёдор Хитрук в статье, посвящённой украинской мультипликации, опубликованной в газете «Советская культура» в мае 1975 года, перечислил мультфильм «Мишка + Машка» в числе трёх картин (две другие — «Золотое яичко» и «Жизнь пополам»), привлекших, по мнению Хитрука, «внимание широкого зрителя к украинской мультипликации».